# Jose Maria Veloso
Jose Maria Veloso (San Isidro, 30 april 1886 - 13 april 1969) was een Filipijns politicus. Veloso was gouverneur van Leyte van 1912 tot 1916. Daarnaast was hij gedurende diverse periodes afgevaardigde namens een van de kiesdistricten van Leyte en was hij van 1916 tot 1919 en van 1925 tot 1935 lid van de Senaat van de Filipijnen. 

## Biografie
Jose Maria Veloso werd geboren op 30 april 1886 in San Isidro in de Filipijnse provincie Leyte. Hij was een zoon van Manuel Velosa en Casiana Bismorte. Na het voltooien van een opleiding aan het Seminary College of Cebu studeerde Veloso rechten een de University of Santo Tomas in de Filipijnse hoofdstad Manilla. Na het behalen van zijn bachelor-diploma in 1909 slaagde hij dat jaar tevens voor het toelatingsexamen van de Filipijnse balie.
In 1912 werd Veloso gekozen tot gouverneur van de provincie Leyte. Zijn termijn als gouverneur duurde tot zijn verkiezing in de Senaat van de Filipijnen namens het 9e senaatsdistrict van de Filipijnen. Nadien werd hij namens het 2e kiesdistrict van Leyte in het Filipijns Huis van Afgevaardigden. Aansluitend werd Veloso bij de verkiezingen van 1925 werd Veloso gekozen in de Senaat van de Filipijnen. In de daaropvolgende verkiezingen van 1928, 1931 en 1934 werd Veloso telkens herkozen. 
Na de ratificatie van de Filipijnse Grondwet in 1935 en de oprichting van het Gemenebest van de Filipijnen werd Veloso in de daaropvolgende verkiezingen, eind 1935 gekozen als afgevaardigde van het 1e kiesdistrict van Leyte in de nieuwe eenkamerige Nationaal Assemblee van de Filipijnen met een termijn tot 1938. Na de amendering van de Filipijnse Grondwet in 1941 werd het parlement weer opgesplitst in twee kamers. Veloso werd bij de verkiezingen van 1941 namens het 5e kiesdistrict van Leyte gekozen in het lagerhuis. Omdat de Japanners kort na de verkiezingen de Filipijnen binnenvielen zou het Huis met Veloso erin echter pas in 1945 in zitting gaan. Tijdens de Tweede Wereldoorlog was hij van 1943 tot 1944 een van de leden van het Filipijns parlement van de door de Japanners gecontroleerde Tweede Filipijnse Republiek.  
Bij de senaatsverkiezingen van 1949 behaalde Veloso onvoldoende stemmen voor een van de twaalf beschikbare senaatszetels. Veloso overleed in 1969 op 82-jarige leeftijd. Hij was getrouwd en kreeg vijf kinderen. Twee broers van Veloso werden beiden ook gekozen in het Filipijnse Huis van Afgevaardigden. Manuel Veloso was afgevaardigde van het 1e kiesdistrict van Leyte van 1916 tot 1919 en Juan Veloso afgevaardigde namens dat kiesdistrict van 1925 tot 1928.

### Boeken
- George F. Nellist, Men of the Philippines, Sugar news Co., Manilla (1931), online in te zien via deze link
- Felixberto G. Bustos, Abelardo J. Fajardo, New Philippines; a book on the building up of a new nation, Carmelo & Bauermann, Inc. (1934)
- Miguel R. Cornejo, Cornejo's Commonwealth directory of the Philippines, Encyclopedic ed., Manilla (1939)
- Zoilo M. Galang, Encyclopedia of the Philippines, 3 ed. Vol XVII., E. Floro, Manilla (1958)

### Websites
- Online Roster of Philippine Legislators, website Filipijns Huis van Afgevaardigden (geraadpleegd op 8 juni 2015)
- Biografie Jose Maria Veloso, website Senaat van de Filipijnen (geraadpleegd op 8 juni 2015)
- Chan Robles Law Firm, Lijst met Filipijnse advocaten - V, website Chan Robles Law Firm (geraadpleegd op 8 juni 2015)